# Bondeståndet i Sverige
Bondeståndet (officiellt Hedervärda Bondeståndet) var ett av de fyra ständerna som ägde rätt till politisk representation vid ståndsriksdagen fram till representationsreformen 1866. Det kallades officiellt för det hedervärda ståndet under ståndsriksdagens tid. 
Grovt sett utgjordes bondeståndet av självägande bönder och bergsmän.

## De svenska böndernas sociala ställning
Bönder kallades under Sveriges äldsta samhällsskick bofasta fria män, i motsats till fria män ("lösker man"), som inte var bofasta samt trälar. Bönderna kallades odalbönder, om de ägde sin jord och om den under några generationer varit arvejord (odalrätt). Bönder kallades också de som hade brutit hemman på allmänningarna (avlingejord), och landbönder (landbor), om de innehade andras jord på lega (arrende).
Till bondeståndet räknades också bergsmän, såväl ägare av bergsmanshemman (skattehemman) som av bergsfrälse (kronojord med särskilda friheter). I äldre tid stod bergsmännen det världsliga frälset nära och innehade i många fall skattefrihet. I riksdagarna företräddes dock åtminstone bergsmännen i Falun genom borgarståndet från åtminstone 1527.

### Skattebönder
De självägande bönderna, som betalade skatt (dvs ägde skattehemman), fick med tiden namnet skattebönder och bildade kärnan i vad man vanligen menar med bondeståndet. Dessa fastigheter behövde ha en storlek som kunde försörja en familj. Den som brukade mindre var torpare och hade ingen riksdagsrepresentation.

### Gustav Vasa
Gustav Vasa hotade bönderna med konfiskering av jord som inte sköttes enligt hans vilja, varmed jordnaturen blev kronojord, det vill säga ägdes av staten. Den brukande bonden blev i detta fall kronbonde och fick betala avrad till kronan. 
Ännu värre var utvecklingen under 1600-talets uppdrivna försäljning till adeln av kronans jord och dess ränterätt: år 1566 låg omkring 15 % av rikets sammanlagda mantal under frälset, men 1652 hade denna siffra stigit till 40 %. Redan Magnus Eriksson hade på 1300-talet stadgat att ingen skattejord fick köpas till frälse för att därigenom hindra en urholkning av kronans finanser. Det gällde dock inte nyinrättande av säterier och jord kunde fortfarande gå från skatte till krono och från krono till frälse och därför kunde andelen frälsejord ändå öka. Härtill kom inskränkningar i böndernas nyttjanderätt till jorden (till exempel genom förbud mot jakt och fiske) och i deras handelsrätt (förbud mot landsköp) och näringsfrihet (hämmande av deras seglationsrätt och inskränkning i hantverks idkande på landet).

### Reduktion och frihetstid
Karl XI:s reduktion förbättrade åter situationen, och frihetstiden medförde åtskilliga lindringar i dess övriga sociala förhållanden: skatteköp medgavs på billiga villkor och rätten till hemmansklyvning utsträcktes (1747), och bönderna fick behålla hemma så många vuxna söner de ville. Fisket frigavs, seglationsrätten till alla inrikes orter erkändes, i viss mån tilläts åter försäljning av lantmannaprodukter utom länet och så vidare.

### 1789 års revolution
Gustaf III genomdrev vid Riksdagen 1789 Förenings- och säkerhetsakten som innebar en klar förstärkning av de ofrälse ståndens rättigheter, på adelns bekostnad. Detta medförde bland annat en bekräftelse av de redan vunna friheterna om köp av skattejord och försäkran om allmogens rättigheter. Skattebönderna förklarades ha lika ägande- och dispositionsrätt över sin jord med skog och mark, fiske, jakt, djurfång som frälsemännen över sin (jämför regale och adelsprivilegier). 
Samma år fick bönderna i likhet med de övriga ofrälse stånden rätt att besitta frälsegods av lägre natur och 1809 även säterier, och därigenom blev möjligheten allt större till ökande av de självägande böndernas antal. När indelningsverket avskaffades 1901 bereddes dessutom stora ekonomiska lättnader för bönderna.

## De svenska böndernas politiska ställning
Den demokratiska förbundsförfattning, som var Sveriges äldsta statsform, lade den politiska makten i de självägande böndernas händer. Dessa bönder beslöt, på landskaps- och häradstingen, i frågor, som rörde lagstiftning, beskattning, lagskipning och förvaltning. Över sig hade de endast kungen. 
De inbördes krig, som tog sin början på 1000-talet och fortgick ända in på 1200-talet, fick till följd att riddarklassen fick allt större makt; så småningom gled den över i de stora jordagodsinnehavarnas händer. Landskapens isolering och politiska självständighet trädde i skuggan för rikets enhet, och den alltmer växande centralmakten stödde sig på godsägarna. Dessa bestämde i rådet på riksmötena ("herredagarna"), tillsammans med kungen, över lagstiftning och beskattning.

### Bonde eller allmoge?
Bondenamnet, sjönk efter uppkomsten av frälset (omkring 1280) än mer i anseende och kom att omfatta endast de mindre jordägarna och jordbrukarna. En stor del av befolkningen på landsbygden ingick inte i bondefamiljer utan var egendomslösa lönearbetare. Under 1500-talet kom bönderna tillsammans med dessa att sammanfattas under namnet allmoge, ett ord, som först betecknats hela folket, sedan de skattskyldiga (lands- och stadsinvånare, bergsmän) i motsats till de skattefria (adeln och prästerskapet). Allmoge var dock ett legalt begrepp i den medeltida landslagen och avsåg då odalmännen i bondeståndet.

### Bönderna tappar mark
Inom socknarna hade bondenamnets bärare visserligen största delen av sina gamla rättigheter i behåll, även om de även här måste maka åt sig för frälset; men vid överläggningar rörande statens angelägenheter krävdes inte deras röst. Det heter visserligen, att ombud för bönderna kallats till herredagar 1319 och 1359; men det är ovisst om det någonsin kom till stånd.

### 1400- och 1500-talen
Med Engelbrektupproret, som var en protest mot såväl magnaternas maktfullkomlighet som utlänningarnas maktutövande, blev bönderna åter en makt av politisk betydelse. Engelbrekt och Erik Puke ledde bondehärar, och bönderna började vid denna tid (1435) att sända representanter till herredagen. Deras deltagande i riksmötena var till en början endast tillfälligt och sparsamt – det påkallades företrädesvis vid val av statens överhuvud, men vann i stadga och betydelse under det orosfyllda 1500-talet. Nationalstatens härskare behövde böndernas lojalitet för att bekräfta sina positioner gentemot frälset.

### 1600- och 1700-talen
Enligt Ordningen för ständernas sammanträden 1617, den s. k. riksdagsordningen, skulle de överlägga på en kammare för sig själva. Bondeståndet var närvarande med representanter vid kröningen av Gustav II Adolf 1617, och deras ed till kungen börjar då: "Wi Chronones Skattskyldige Allmoge / som af alle Landzänder till denne Konungl. Högtijdh hafwe fullmechtige giorde warit". De går där ed på att med liv och gods hjälpa riket och värja landet. Detta var det första formaliserandet av de fyra stånden.
Frågan om antalet representanter till riksdagarna avgjordes genom 1634 års regeringsform, som föreskrev, att ett ombud skulle utses för varje (eller i vissa fall för flera) härad. Här klargjordes också att skatte- och kronobönderna, representerades vid riksdagarna genom sina "herredagskarlar" eller "herredagsmän", medan frälsebönderna ansågs representerade genom sina adliga husbönder.
Under senare delen av 1500-talet hade "herredagskarlarna" huvudsakligen utsetts av fogdarna, men 1680 stadgades det gällande valsättet, som bestod av att representanten, "herredagsmannen", utsågs av bönderna själva. Riksdagsordningen 1723 fastslog att bondeståndet skulle representeras i riksdagarna av en bonde per härad, och att deras sekreterare skulle utses av prästeståndet eller borgarståndet. Man bör även uppmärksamma riksdagsordningen 1810 som var den sista som bekräftade ståndsriksdagen, vilken även den innehöll valbestämmelser.
Ombudet underhölls genom häradets inkomster av olika slags böter och medelst insamlingar. Först långt fram på 1600-talet fick bondeståndet en ordinarie talman; denne utsågs under frihetstiden av ståndet självt, men efter Gustav III:s statskupp av kungen. Ett mycket stort inflytande utövades av den "edsvurne skrivaren" eller, som han sedermera kallades, sekreteraren.
Ståndets medlemsantal var under 1500-talet mycket stort: 1567 uppgick det till omkring 600, 1594 översteg det 400, men sedermera torde det inte ha överstigit 200, utan i allmänhet ha hållit sig till omkring 150. Bönderna ansågs inte så politiskt mogna som de tre "högre" stånden, och kallades inte till de så kallade utskottsriksdagarna, som under 1600-talet förekom vid sidan av de allmänna riksdagarna. De representerades inte heller i det sekreta utskottet, vilket i synnerhet under frihetstiden var mäkta myndigt. Först 1789 hade det "hedervärda bondeståndet" plats i utskottet.

### 1800-talet
1800-talet innebar en ökad diversifiering inom bondeståndet. Andelen torpare och andra småbrukare, statare och småhantverkare på landsbygden ökade. Dessa saknade representation och samtidigt innebar inskränkningen av adelns och de andra ståndens privilegier att de självägande böndernas makt ökade. Frälsebönderna fick rösträtt 1834. Under Riksdagen 1865-1866 beslutades om den så kallade Representationsreformen, som innebar att 1866 års riksdagsordning infördes. Denna medförde att ståndsriksdagen avskaffades, och bönderna förlorade rätten att särskilt representeras vid riksdagen och upphörde därigenom att vara ett riksstånd, samtidigt ökade just de självägande böndernas makt, eftersom alla över en viss inkomst och förmögenhet nu fick rösträtt, och de flesta självägande bönder kom att tillhöra den här gruppen (de flesta bönder kvalificerade sig genom att äga en fastighet, taxerad till minst 1000 riksdaler). Skiktningen mellan fattiga lantbruksarbetare och storbönder ökade ytterligare.